# طیف‌شناسی مرئی–فرابنفش
طیف‌شناسی مرئی–فرابنفش یا طیف‌سنجی پرتو فرابنفش قابل روئیت به طیف‌سنجی جذب یا اسپکتروسکوپی بازتابش در محدوده طیف پرتو فرابنفش قابل روئیت اشاره دارد. این بدان معنی است که نور در ناحیه مرئی و مجاور (نزدیک پرتو فرابنفش و نزدیک مادون قرمز (NIR)) استفاده می‌شود. جذب یا بازتابش در محدوده قابل روئیت مستقیماً بر رنک درک شده مواد شیمیایی درگیر مؤثر است. در این محدوده از طیف الکترومغناطیسی، مولکول‌های تحت انتقال الکترونیکی است. این روش مکمل طیف‌سنجی فلورسانس است، در مقدار فلورسانس با انتقال از حالت برانگیخته به حالت پایه در حالی که جذب با انتقال از حالت پایه به حالت برانگیخته اندازه‌گیری می‌شود می‌باشد.
طیف‌سنجی مرئی-فرابنفش یکی از تکنیکهای مورد استفاده در علوم تجربی برای دریافت اطلاعات علمی و عملی، با استفاده از برهمکنش نور و ماده طیف‌سنجی و طیف بینی می‌باشد. در طیف‌سنجی باریکه‌ای از نور (پرتو) به ماده مورد نظر تابانده می‌شود و با بررسی نور بازتابشی یا جذبی یا نشری به دریافت اطلاعات می‌پردازیم.
طیف الکترومغناطیس حاوی گسترهٔ از طول موج‌هاست. هر ناحیه از این طیف نام ویژه‌ای دارد. مانند فروسرخ، فروسرخ دور، فروسرخ نزدیک و تابش ایکس. گسترهٔ nm ۴۰۰–۸۰۰ به گستره مرئی و nm ۲۰۰–۴۰۰ به گستره فرابفنش (بسامد بیشتر از نور بنفش) نامیده می‌شود. طیف‌سنجی مرئی - فرابنفش به مطالعه این ناحیه می‌پردازد.

## قانون بیر-لامبرت
بر اساس قانون بیر-لامبرت، چنانچه یک پرتو تک‌فام به مادهٔ یکنواختی برخوردکند، بخشی از پرتو تابشی توسط ماده جذب می‌گردد که مطابق قانون برابر است با:
{\displaystyle A=\log _{10}P_{0}/P}
که در آن
{\displaystyle P_{0}} توان ورودی

{\displaystyle P} توان خروجی

{\displaystyle A} جذب می‌باشد.
از سوی دیگر میزان جذب برابر است با:
{\displaystyle A=\varepsilon _{0}bc}
که {\displaystyle \varepsilon _{0}} ضریب جذب مولی {\displaystyle b} طول مسیر نوری {\displaystyle c} غلظت است.
این قانون که برای محلول‌های رقیق می‌باشد، توصیف‌کننده فرایند جذب در این طیف‌سنجی است.

## دستگاه طیف‌سنجی مرئی-فرابنفش
دستگاه طیف‌سنجی مرئی - فرابنفش (به انگلیسی UV - Visible) امروز بسیار فراگیر می‌باشد. این دستگاه دارای انواع مختلفی از بسیار ساده تا بسیار پیشرفته می‌باشد؛ مثلاً دستگاه‌های بسیار پیچیدهٔ تشخیص طبی که در چند دقیقه خون را تجزیه می‌کنند، بر همین اساس می‌باشند. دستگاه از قسمت‌های مختلف نوری و الکترونیکی تشکیل شده‌است. معمولاً یک یا چند تکفامساز و منشور و آشکارساز دارد.
در این دستگاه منبع تابش که می‌تواند لامپ تنگستن یا دوتریوم باشد، منبعی پیوسته از تابش را فراهم می‌کند. این منبع تابش توسط منوکروماتور تفکیک می‌شود و پهنهٔ باریکی از طول موج توسط ابزارهای نوری به سل می‌رسد. سپس نور گذری توسط آینه متمرکز می‌شود و سرانجام در آشکارساز اندازه‌گیری می‌شود.
تقسیم‌بندی

### ۱ نورسنج
نورسنج ابزاری برای تهیه طیف وجود ندارد و تنها در طول موج مشخصی کار می‌کند. از طیفی که از تابش عناصر حاصل می‌شود آنالیز می‌شود.
این دستگاه می‌تواند از فیلتر نوری استفاده کند.

### ۲ طیف‌سنج
در دستگاه طیف‌سنج امکان تهیه طیف و اندازه‌گیری جذب در طول‌موج‌های مختلف وجود دارد. خود طیف‌نورسنج شامل انواع مختلفی است.

## طیف‌نورسنج مرئی-فرابنفش
تجهیزاتی که در طیف‌نگاری فرابنفش مرئی به کار می‌رود، طیف‌نورسنج UV/Vis نامیده می‌شود. این دستگاه شدت نور عبوری از نمونه ({\displaystyle I}) را با شدت اولیه ({\displaystyle I_{o}}) مقایسه می‌کند. نسبت {\displaystyle I/I_{o}}، «عبور» نامیده می‌شود، که معمولاً آن را با T% نشان می‌دهند. جذب، {\displaystyle A}، بر مبنای عبور تعریف می‌شود:
{\displaystyle A=-log(\%T/100\%)}
طیف‌نورسنج UV/Vis می‌تواند برای اندازه‌گیری بازتاب نیز به کار برده شود. در این مورد، طیف‌نورسنج شدت نور بازتابیده از نمونه({\displaystyle I}) را اندازه‌گیری کرده و با شدت نور منعکس شده از یک نمونهٔ مرجع({\displaystyle I_{o}})مقایسه می‌کند. نسبت ({\displaystyle I/I_{o}})، «بازتاب» نامیده و با R% نشان داده می‌شود.

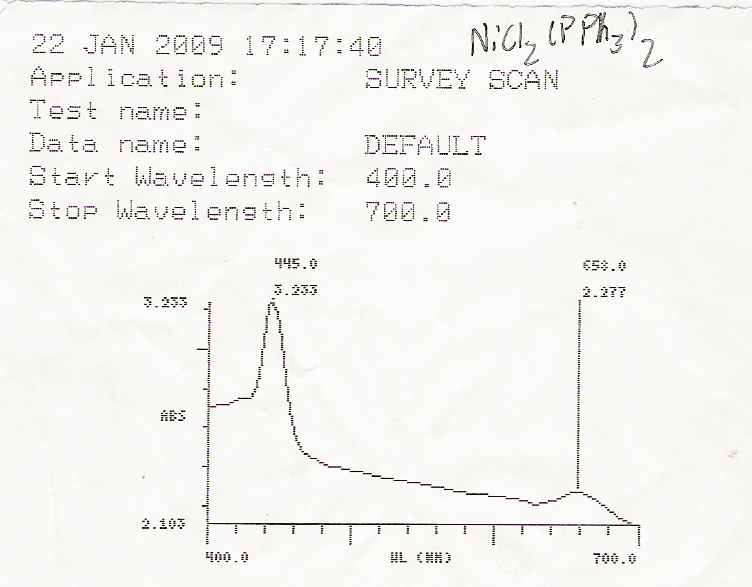
نمونه‌ای از بازخوانی طیف‌نورسنج UV/Vis

### منبع‌های تابش
برای طول‌موجهای پایین از لامپ پرقدرت دوتریوم و برای طول‌موج‌های بلندتر می‌توان از لامپ ساده تنگستن استفاده کرد.

### آشکارسازها
از آشکارسازهای این دستگاه می‌توان به چندبرابرکننده ی نوری و فوتوتیوب یا آرایه دیود خطی و افزاره‌های بار-جفت‌شده اشاره کرد.

## کاربرد
با توجه به نیاز به تکنیک‌های چالاک در تشخیص مواد گوناگون، این روش در حال گسترش است. این روش در مطالعات ساختاری و بنیادی و همچنین حوزه‌های کاربردی چون تجزیه مواد در رشته‌های شیمی، مواد، کشاورزی، پزشکی و … کاربرد گسترده‌ای دارد.

## یادداشت
1. ↑  «طیف‌شناسی مرئی‌ـ فرابنفش» [شیمی] هم‌ارزِ «ultraviolet-visible spectroscopy, UV-visible spectroscopy»؛ منبع: گروه واژه‌گزینی. دفتر دوازدهم. فرهنگ واژه‌های مصوب فرهنگستان. تهران: انتشارات فرهنگستان زبان و ادب فارسی. شابک ۹۷۸-۶۰۰-۶۱۴۳-۶۶-۸ (ذیل سرواژهٔ طیف‌شناسی مرئی‌ـ فرابنفش)
2. ↑  UV-Visible Spectroscopy
3. ↑  «Beer's Law - Theoretical Principles». بایگانی‌شده از اصلی در ۵ ژوئن ۲۰۱۱. دریافت‌شده در ۲۸ مه ۲۰۱۱.
4. ↑  «Biology 750: UV / Visible Spectroscopy». بایگانی‌شده از اصلی در ۵ دسامبر ۲۰۱۰. دریافت‌شده در ۲۸ مه ۲۰۱۱.